# Dános Miklós
Dános Miklós (Marosvásárhely, 1923. január 16. – Frankfurt am Main, 1996. október 1.) magyar író, újságíró.

## Életpályája
Középiskolát Gyergyószentmiklóson és szülővárosában végzett, közgazdasági tanulmányokat Kolozsvárt a Bolyai Tudományegyetemen folytatott. 1945-től az Igazság, Romániai Magyar Szó, Szakszervezeti Élet, Előre, Új Élet szerkesztőségében dolgozott, 1970-től 1973-ig A Hét belső munkatársaként működött. 1974-ben a Német Szövetségi Köztársaságban telepedett le.

## Riportkönyvei
- A gyorsfémvágó. Balogh Árpád élesztergályos életéről és munkamódszeréről; Országos Szakszervezeti Tanács, Bukarest, 1951
- Marosszéki krónika. Riportok a Magyar Autonóm Tartományból; Irodalmi és Művészeti, Bukarest, 1953 (egyidejű román kiadás)
- Dános Miklós–Marosi Barna: Két hét a Dunán. Útinapló; Állami Irodalmi és Művészeti, Marosvásárhely, 1957
- Így történt ... A felszabadítók nyomában. Riportok; Ifjúsági, Bukarest, 1960
- Kettős vetítés. Grivicai krónika; Irodalmi, Bukarest, 1963

## Regényei és kisregényei
- Üzenet a tetőről. Riportregény; Állami Irodalmi és Művészeti, Marosvásárhely, 1959
- Nyugtalan part. Regény; Irodalmi, Bukarest, 1961
- Utójáték. Kisregény; Irodalmi, Bukarest, 1969 (románul 1971)
- Hibaigazítás; Eminescu, Bukarest, 1972

## Szerkesztései
- Tîrgu-Mureş; Meridiane, Bucureşti, 1966 (Kis útikalauz)
- Halálűző. Kortársak Salamon Ernőről; szerk., bev. Dános Miklós, fotó Erdélyi Lajos, Dános Miklós; Irodalmi, Bukarest, 1968
- Árvízkönyv. 1970. május 13–június 10. Tudósítások, interjúk, fényképek; szerk. Dános Miklós, Kacsó Judit; Kriterion, Bukarest, 1970